# مسابقات فرمول یک فصل ۱۹۸۴
مسابقات فرمول یک فصل ۱۹۸۴ در سال ۱۹۸۴ میلادی برگزار شد. در این مسابقات نیکی لائودا (به انگلیسی: Niki Lauda) از تیم مک‌لارن و با خودروی تی‌ای‌جی به قهرمانی رسید وی که در آغاز مسابقه در خط ۰ قرار داشت، بهترین زمان خود را در دور ۵ به دست آورد و در مجموع صاحب ۷۲ امتیاز شد.